# Superstar (singel TVXQ)
Superstar – trzydziesty drugi singel południowokoreańskiego zespołu TVXQ, wydany w Japonii 20 lipca 2011 roku przez Avex Trax. Został wydany w trzech edycjach: regularnej CD, limitowanej CD+DVD oraz „Seven & I”. Osiągnął 2 pozycję w rankingu Oricon i pozostał na liście przez 15 tygodni, sprzedał się w nakładzie 184 317 egzemplarzy w Japonii. Singel zdobył status złotej płyty.

## Lista utworów

### CD
| CD | CD                              | CD                                                                            | CD                                                                      | CD                            | CD      |
| Nr | Tytuł utworu                    | Tekst                                                                         | Kompozycja                                                              | Aranżacja                     | Długość |
| -- | ------------------------------- | ----------------------------------------------------------------------------- | ----------------------------------------------------------------------- | ----------------------------- | ------- |
| 1. | „Superstar”                     | Luna, Lars Halvor Jensen, Johannes Joergensen, Drew Ryan Scott, Lindy Robbins | Lars Halvor Jensen, Johannes Joergensen, Drew Ryan Scott, Lindy Robbins | UTA for Tiny Voice Production | 3:43    |
| 2. | „I Don't Know”                  | Luna                                                                          | Hitchhiker                                                              | Hitchhiker                    | 3:28    |
| 3. | „Superstar -Summer Heat Remix-” | Luna, Lars Halvor Jensen, Johannes Joergensen, Drew Ryan Scott, Lindy Robbins | Lars Halvor Jensen, Johannes Joergensen, Drew Ryan Scott, Lindy Robbins | EQ                            | 2:53    |
| 4. | „Superstar” (-Less Vocal-)      |                                                                               | Lars Halvor Jensen, Johannes Joergensen, Drew Ryan Scott, Lindy Robbins | UTA for Tiny Voice Production | 3:43    |
| 5. | „I Don't Know” (-Less Vocal-)   |                                                                               | Hitchhiker                                                              | Hitchhiker                    | 3:28    |

### CD+DVD
| CD | CD                            | CD                                                                            | CD                                                                      | CD                            | CD      |
| Nr | Tytuł utworu                  | Tekst                                                                         | Kompozycja                                                              | Aranżacja                     | Długość |
| -- | ----------------------------- | ----------------------------------------------------------------------------- | ----------------------------------------------------------------------- | ----------------------------- | ------- |
| 1. | „Superstar”                   | Luna, Lars Halvor Jensen, Johannes Joergensen, Drew Ryan Scott, Lindy Robbins | Lars Halvor Jensen, Johannes Joergensen, Drew Ryan Scott, Lindy Robbins | UTA for Tiny Voice Production | 3:43    |
| 2. | „I Don't Know”                | Luna                                                                          | Hitchhiker                                                              | Hitchhiker                    | 3:28    |
| 3. | „Superstar” (-Less Vocal-)    |                                                                               | Lars Halvor Jensen, Johannes Joergensen, Drew Ryan Scott, Lindy Robbins | UTA for Tiny Voice Production | 3:43    |
| 4. | „I Don't Know” (-Less Vocal-) |                                                                               | Hitchhiker                                                              | Hitchhiker                    | 3:28    |

| DVD | DVD                         | DVD     |
| Nr  | Tytuł utworu                | Długość |
| --- | --------------------------- | ------- |
| 1.  | „I Don't Know” (Video Clip) |         |
| 2.  | „Off Shot Movie”            |         |

## Notowania
| Lista                             | Pozycja |
| --------------------------------- | ------- |
| Oricon Weekly Singles Chart       | 2       |
| Oricon Yearly Singles Chart       | 26      |
| Billboard Japan Hot 100           | 1       |
| Billboard Japan Top Singles Sales | 1       |